# Barronett (Wisconsin, Barron megye)
Barronett statisztikai település az Amerikai Egyesült Államok Wisconsin államában, Barron megyében. Lakosainak száma 103 fő (2020. április 1.).

## Népesség
A település népességének változása:

| 2010 | 111 |
| 2020 | 103 |